# Umberto Fedeli
Cavaliere della Repubblica per meriti sportivi Umberto Fedeli (Roma, 1º gennaio 1903 – Milano, 3 agosto 1996) è stato un cestista, allenatore di pallacanestro e arbitro di pallacanestro italiano.

## Carriera
Nato a Roma, ma trasferito dopo pochi mesi a Milano, è stato tra i pionieri della "palla al cesto", in seguito pallacanestro, ed ha giocato la prima partita della nazionale maschile il 4 aprile 1926 contro la nazionale francese. http://www.museodelbasket-milano.it/leggi.php?s=&idcontenuti=25

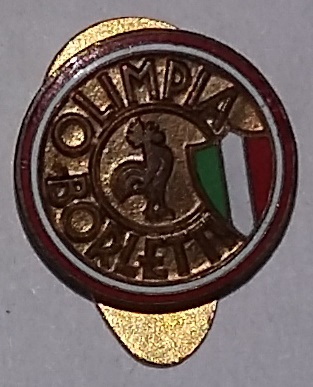

Impiegato presso la ditta Borletti come collaudatore, era un attivo collaboratore del Dopolavoro Borletti allenando la squadra femminile Ambrosiana; immediatamente terminata la seconda guerra mondiale è stato allenatore della Olimpia Borletti Milano, nel 1945-46 e nel 1946-47.
Arbitro benemerito d'eccellenza con tessera numero 2, è stato insignito del titolo di Cavaliere della Repubblica per meriti sportivi ed il CONI gli ha conferito l'onorificenza della stella d'oro.
È stato sepolto Cimitero Maggiore di Milano.

## Note

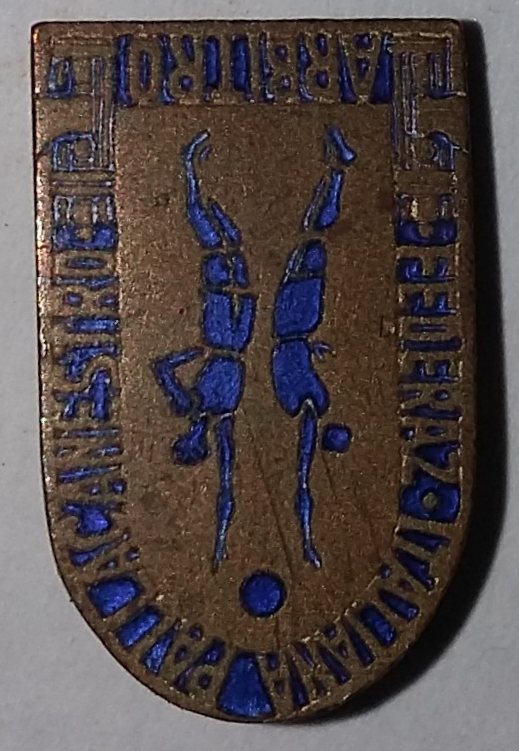

## Statistiche

### Cronologia presenze e punti in Nazionale
| Cronologia completa delle presenze e dei punti in Nazionale - Italia | Cronologia completa delle presenze e dei punti in Nazionale - Italia | Cronologia completa delle presenze e dei punti in Nazionale - Italia | Cronologia completa delle presenze e dei punti in Nazionale - Italia | Cronologia completa delle presenze e dei punti in Nazionale - Italia | Cronologia completa delle presenze e dei punti in Nazionale - Italia | Cronologia completa delle presenze e dei punti in Nazionale - Italia | Cronologia completa delle presenze e dei punti in Nazionale - Italia |
| Data                                                                 | Città                                                                | In casa                                                              | Risultato                                                            | Ospiti                                                               | Competizione                                                         | Punti                                                                | Note                                                                 |
| -------------------------------------------------------------------- | -------------------------------------------------------------------- | -------------------------------------------------------------------- | -------------------------------------------------------------------- | -------------------------------------------------------------------- | -------------------------------------------------------------------- | -------------------------------------------------------------------- | -------------------------------------------------------------------- |
| 04/04/1926                                                           | Milano                                                               | Italia                                                               | 23 - 17                                                              | Francia                                                              | Amichevole                                                           | 0                                                                    | [ 2 ]                                                                |
| Totale                                                               |                                                                      | Presenze                                                             | 2                                                                    |                                                                      | Punti                                                                | 0                                                                    |                                                                      |